# Vihiga
Vihiga (zwane też Mbale) – miasto w Kenii, stolica hrabstwa Vihiga. W 2019 liczyło 17,4 tys. mieszkańców.